# Gymnosporia vanwykii
Gymnosporia vanwykii är en benvedsväxtart som först beskrevs av R.H.Archer, och fick sitt nu gällande namn av Jordaan. Gymnosporia vanwykii ingår i släktet Gymnosporia och familjen Celastraceae. Inga underarter finns listade.